# 131° Batallón de reconocimiento separado (Ucrania)
El 131º Batallón de Reconocimiento Separado ( 131 ORB , unidad  A1445)  es una unidad de inteligencia militar de Ucrania, que forma parte de las Fuerzas Terrestres de Ucrania en términos de estructura organizativa y de personal .

## Historia
El 131.º Batallón estaba formado principalmente por voluntarios y operaba principalmente en las áreas Sur y Mariupol (abril de 2015 - marzo de 2016). Participó en la liberación de Shirokin, Pavlopol y Pyshchevyk

## Estructura
- Plana Mayor de Mando

- 1° Compañía de reconocimiento

- 2° Compañía de reconocimiento

- Pelotón de reconocimiento profundo

- Pelotón de Apoyo

- Y otras unidades de inteligencia

## Mando
(2018-presente) Teniente Coronel Verpeta Mykola Leonidovych

## Perdidas
- Capitán Igor Yeliseyev , 5 de junio de 2015, Volodarskoye
- Sargento Vladimir Miloserdov , 17 de junio de 2015
- Soldado de 1° Andriy Nazarenko , 17 de junio de 2015
- Soldado Stanislav Ryzhov , 18 de julio de 2015
- Soldado de 1° Artem Nosenko , 15 de diciembre de 2015
- Soldado Roman Vasilenko , 10 de febrero de 2016
- Sargento Anatoliy Kowalski , 7 de julio de 2016
- Sargento Mykola Yablonsky , 7 de julio de 2016
- Soldado de 1° Mykola Zhulynsky , 30 de agosto de 2016
- Soldado de 1° Suprykin Oleg Olegovich; Frambuesa del distrito de Stanychno-Luhansk, 11 de noviembre de 2016  .
- Soldado Denis Anatoliyovych Maiboroda , 30 de abril de 2017
- Soldado de 1° Kornelyuk Pavlo Volodymyrovych , 13 de diciembre de 2017
- Sargento Victor Vyacheslavovich Panin, 21 de febrero de 2018
- Sargento Soltis Viktor Mykolayovych , 10 de marzo de 2020
- Sargento Andriy Oleksandrovych Vedeshyn , 10 de marzo de 2020  .
- Sargento Perezhogin Ilya Mykolayovych , 10 de marzo de 2020

- Datos: Q30963933
- Multimedia: 131st Separate Reconnaissance Battalion (Ukraine) / Q30963933